# Europameisterschaften im Bogenschießen 1998
Die Europameisterschaften im Bogenschießen 2008 wurden vom 17. bis 23. August in den französischen Orten Boé und Agen ausgetragen.

## Ergebnisse

### Recurvebogen
| Disziplin         | Gold                                                      | Silber                                                       | Bronze                                                   |
| ----------------- | --------------------------------------------------------- | ------------------------------------------------------------ | -------------------------------------------------------- |
| Männer Einzel     | Balschinima Zyrempilow                                    | Lionel Torrés                                                | Ihor Parchomenko                                         |
| Frauen Einzel     | Lina Herassymenko                                         | Vladlena Priestman                                           | Natalia Valeeva                                          |
| Männer Mannschaft | Italien Ilario Di Buò Michele Frangilli Mario Casavecchia | Polen Arkadiusz Ponikowski Paweł Szymczak Grzegorz Targoński | Frankreich Sébastien Flûte Sébastien Roche Lionel Torrés |
| Frauen Mannschaft | Deutschland Sandra Sachse Cornelia Pfohl Britta Bühren    | Italien Giovanna Aldegani Cristina Ioriatti Natalia Valeeva  | Schweden Petra Ericsson Karin Larsson Jenny Sjöwall      |

### Compoundbogen
| Disziplin         | Gold                                                        | Silber                                                            | Bronze                                                    |
| ----------------- | ----------------------------------------------------------- | ----------------------------------------------------------------- | --------------------------------------------------------- |
| Männer Einzel     | Thomas Randall                                              | Dejan Sitar                                                       | Peter Andersson                                           |
| Frauen Einzel     | Fabiola Palazzini                                           | Fátima Agudo                                                      | Maryann Richardson                                        |
| Männer Mannschaft | Ungarn Tibor Ondrik Antal Szokol Ferenc Fodor               | Schweden Peter Andersson Morgan Lundin Anders Malm                | Dänemark Per Knudsen Tom Henriksen Keld Rosengren         |
| Frauen Mannschaft | Frankreich Valérie Fabre Catherine Pellen Michèle Deloraine | Großbritannien Nichola Simpson Maryann Richardson Claire Trenaman | Italien Fabiola Palazzini Cristina Pernazza Serena Pisano |

## Medaillenspiegel
| Platz  | Land           | Gold | Silber | Bronze | Gesamt |
| ------ | -------------- | ---- | ------ | ------ | ------ |
| 1      | Italien        | 2    | 1      | 2      | 5      |
| 2      | Frankreich     | 2    | 1      | 1      | 4      |
| 3      | Ukraine        | 1    | –      | 1      | 2      |
| 4      | Deutschland    | 1    | –      | –      | 1      |
| 4      | Russland       | 1    | –      | –      | 1      |
| 4      | Ungarn         | 1    | –      | –      | 1      |
| 7      | Großbritannien | –    | 2      | 1      | 3      |
| 8      | Schweden       | –    | 1      | 2      | 3      |
| 9      | Polen          | –    | 1      | –      | 1      |
| 9      | Slowenien      | –    | 1      | –      | 1      |
| 9      | Spanien        | –    | 1      | –      | 1      |
| 12     | Dänemark       | –    | –      | 1      | 1      |
| Gesamt | Gesamt         | 8    | 8      | 8      | 24     |